# Programa Luna
El Programa Luna (en ruso Луна, Luná), llamado también Lunik en medios occidentales debido a malentendidos lingüísticos, es un programa espacial de la Unión Soviética, y posteriormente continuado por Rusia, integrado por una serie de sondas y satélites artificiales desarrolladas por el científico Serguéi Koroliov. Su misión principal es fotografiar y estudiar la superficie lunar. 
El programa lo forman 25 unidades, lanzadas entre el 2 de enero de 1959 y el 10 de agosto de 2023. Algunos de sus hitos fue el alunizaje de dos vehículos robóticos Lunojod (Luna 17 y Luna 21), traer muestras del suelo lunar en tres misiones (Luna 16, Luna 20 y Luna 24) o poner dos orbitadores de última generación alrededor de la Luna (Luna 19 y Luna 22).

## Misiones
| Vehículo | Lanzamiento | Observaciones |
| -------- | ----------- | --- |
| Luna 1   | 02-01-1959  | Pasó a 6.000 km de la Luna y entró en órbita solar. Primera sonda espacial en enviar y recibir comunicaciones de datos desde el espacio.             |
| Luna 2   | 12-09-1959  | Primera sonda en llegar a la Luna. Se estrelló a 29,10ºN - 0,00º el 14 de septiembre de 1959.                                                        |
| Luna 3   | 04-10-1959  | Realizó el 10 de octubre de 1959 las primeras fotografías de la cara oculta de la Luna.                                                              |
| Luna 4   | 02-04-1963  | Intento de alunizaje suave que fracasó. Pasó a 8500 km de la Luna y entró en órbita solar.                                                           |
| Luna 5   | 09-05-1965  | Intento de alunizaje suave que fracasó. Se estrelló a 31ºS - 8ºE.                                                                                    |
| Luna 6   | 08-06-1965  | Pasó a 161 000 km de la Luna y entró en órbita solar.                                                                                                |
| Luna 7   | 04-10-1965  | Intento de alunizaje suave que fracasó. Se estrelló a 9ºN - 40ºW.                                                                                    |
| Luna 8   | 03-12-1965  | Intento de alunizaje suave que fracasó. Se estrelló a 9,1ºN - 63,3ºW.                                                                                |
| Luna 9   | 31-01-1966  | Alunizó con éxito el 3 de febrero a 7,08ºN - 64,4ºW y envió fotografías.                                                                             |
| Luna 10  | 31-03-1966  | Satélite lunar. Orbitó a una distancia de 350 km. Mantuvo el contacto durante 460 órbitas en 2 meses.                                                |
| Luna 11  | 24-08-1966  | Distancia mínima a la Luna de 159 km. Transmitió hasta el 1 de octubre de 1966.                                                                      |
| Luna 12  | 22-10-1966  | Transmitió hasta el 19 de enero de 1967. |
| Luna 13  | 21-12-1966  | Alunizó el 24-12-1966 a 18,87ºN - 62ºW. Estudió el suelo. Transmitió hasta el 27-12-1966.                                                            |
| Luna 14  | 07-04-1968  | Satélite lunar. Orbitó a una distancia mínima de 160 km.                                                                                             |
| Luna 15  | 13-07-1969  | Se estrelló a 17ºN - 60ºE el 21-07-1969 tras 52 órbitas. Fue lanzada la misma semana que el Apolo 11.                                                |
| Luna 16  | 12-09-1970  | Alunizó a 0,68ºS - 56,30ºE el 20-09-1970. Regresó a la Tierra el 24 de septiembre con 101 gramos de basalto lunar.                                   |
| Luna 17  | 10-11-1970  | Alunizó el 17-11-1970 transportando el Lunojod 1 a 38,28ºN - 35ºW.                                                                                   |
| Luna 18  | 02-09-1971  | Se estrelló a 3,57ºN - 50,50ºE tras 54 órbitas. |
| Luna 19  | 28-09-1971  | Realizó 4000 órbitas antes de enmudecer. |
| Luna 20  | 14-02-1972  | Alunizó el 21-02-1972 a 3,57ºN - 56,50ºE. Trajo a la tierra 30 gramos de muestras del suelo lunar el 25-02-1972.                                     |
| Luna 21  | 08-01-1973  | Alunizó el 16-01-1973 a 25,85ºN - 30,45ºE transportando el Lunojod 2.                                                                                |
| Luna 22  | 02-06-1974  | Transmitió hasta el 06-11-1975. |
| Luna 23  | 28-10-1974  | Alunizó en el Mare Crisium. Fracasó en la recogida de muestras. Transmitió hasta el 09-11-1975.                                                      |
| Luna 24  | 09-08-1976  | Alunizó el 18-08-1976 a 12,25ºN - 62,20ºE. Excavó hasta los 2 metros y regresó a la Tierra el 22-08-1976 con 170 gramos de muestras del suelo lunar. |
| Luna 25  | 19-08-2023  | Se estrelló contra la superficie lunar. Primera misión Luna de Rusia tras la caída de la URSS.                                                       |
| Luna 26  | -           | En desarrollo. |
| Luna 27  | -           | En desarrollo. |
| Luna 28  | -           | En desarrollo. |